# (35572) 1998 HW6
1998 HW6 (asteroide 35572) é um asteroide da cintura principal. Possui uma excentricidade de 0.02195930 e uma inclinação de 14.23707º.
Este asteroide foi descoberto no dia 19 de abril de 1998 por Yoshisada Shimizu e Takeshi Urata em Nachi-Katsuura.